# Tatort: Rettung so nah

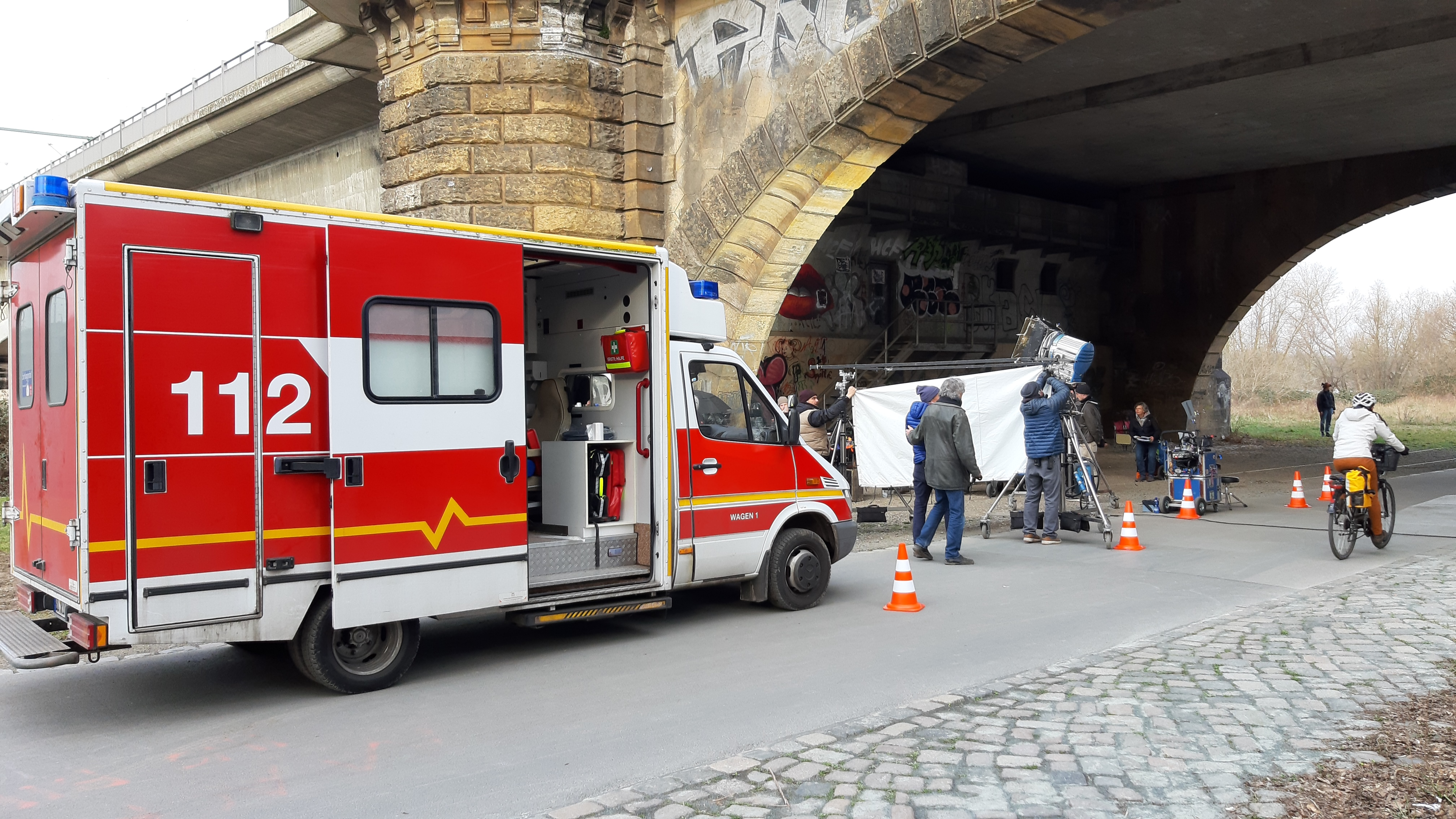
Dreharbeiten an der Marienbrücke im März 2020

Rettung so nah ist ein Fernsehfilm aus der Krimireihe Tatort. Der vom MDR produzierte Beitrag wurde am 7. Februar 2021  im Ersten ausgestrahlt. In dieser 1155. Tatort-Folge ermitteln die Dresdner Oberkommissarinnen in ihrem elften Fall.

## Handlung
Der Rettungssanitäter Tarik Wasir wird während eines Einsatzes in seinem Fahrzeug ermordet. Seine Kollegin Greta Blaschke findet ihn, mit einer Plastiktüte erstickt, am Steuer des Rettungswagens.
Greta Blaschke ist alleinerziehende Mutter. Auf dem Weg zu ihrer Tochter, die sie vom Kindergarten abholt, fühlt sie sich verfolgt. Beim Spielplatz lädt sie einen Mann, den sie dort als „Jakob“ kennt, ein, sie am Abend zu besuchen. Er nimmt die Einladung zwar an, verlässt sie aber überstürzt, als sie ihn verführen will.
Ein Patient, der ehemalige Bundeswehrsoldat Arnold Liebig, ist verdächtig, weil er unter Drogen in der Rettungswache wenige Tage zuvor randaliert hatte und dabei von Wasir festgehalten wurde. Die Kommissarinnen Gorniak und Winkler treffen ihn in seiner Gartenlaube nicht an, finden dort aber einen Stapel von Kopien eigener Kündigungen. Später wird er am Elbeufer tot aufgefunden; er hatte sich schon vor dem zunächst ihm angelasteten Mord das Leben genommen.
Unterdessen wird bei einem weiteren Anschlag ein Rettungssanitäter getötet, seine Kollegin Elena Jancowicz wird zudem schwer verletzt. Ab jetzt soll jeder Rettungseinsatz dieser Rettungswache polizeilich gesichert werden.
Die Polizei findet heraus, dass bei einem Einsatz von Tarik Wasir und Greta Blaschke vor einem halben Jahr ein Kind aufgrund einer Allergie erstickt ist. Als Gorniak und Winkler die Sanitäterin dazu zuhause befragen und sie eine Akte mit Fotos hierzu sieht, stellt sich heraus, dass „Jakob“ in Wahrheit Jens Schlüter, der Vater des toten Kindes, ist. Gorniak stellt bei der Besichtigung der Wohnung fest, dass Blaschke Marihuana vorrätig hat und starke Beruhigungsmittel nimmt.
Winkler befragt Schlüter im Kommissariat. Er gibt zu, Blaschke ausspioniert zu haben. Diese sei offensichtlich in ihrer Arbeit überfordert. Eine Hausdurchsuchung bei ihm bringt keine neuen Erkenntnisse, Schlüters Frau Johanna gibt ihrem Mann für beide Anschläge ein Alibi. Schlüter wird daher freigelassen.
Blaschke erhält wegen ihres Drogenkonsums die Kündigung zum Ende des Monats.
Im Spind des Sanitäters Hagen Rigmers, der Elena Jancowicz bedroht haben soll, werden Betäubungsmittel aus dem Bestand der Rettungswache gefunden. Rigmers wird festgenommen.
Die Polizei beendet daraufhin den Personenschutz für Greta Blaschke. Diese glaubt weiterhin, dass Jens Schlüter der Mörder ist und er auch sie im Visier hat. Sie sucht Jens Schlüter auf und bittet ihn, sie und ihre Tochter in Ruhe zu lassen. Schlüter beteuert, dass er nichts mit den Anschlägen zu tun hat. Johanna Schlüter kommt hinzu. Sie kennt Blaschke, sagt „ich musste doch etwas tun“ und gibt damit zu, dass sie hinter den Attentaten steht. Sie würgt Greta Blaschke, ohne dass ihr Mann einschreitet. Gerade noch rechtzeitig erscheinen Gorniak und Winkler. Mit einem Schuss in Johanna Schlüters Bein rettet Winkler die Sanitäterin.

## Hintergrund
Der Film wurde vom 10. März 2020 bis zum 27. Mai 2020 in Dresden, u. a. an der Marienbrücke, und Umgebung gedreht.

## Rezeption

### Kritik
Für den Spiegel, von dem der Film mit sieben von zehn möglichen Punkten bewertet wurde, war der Film umso wirkungsvoller, je dichter er bei der jungen Sanitäterin bleibt, die von der Darstellerin Aschenbrenner mit „einer angemessenen Mischung aus grimmiger Entschlossenheit und unterschwelliger Verletzlichkeit“ gespielt werde. Der Mordplot hingegen sei etwas zu verspielt. Lob für die Darstellerin der Sanitäterin gab es auch in der FAZ: Sie verkörpere ihre Figur glaubwürdig und zeige „auf sensible Weise, dass sich die Not des Notfalls abspalten und verselbständigen kann“, was angesichts der „dann doch etwas enttäuschende[n] finale[n] Wendung“ „bemerkenswert weitsichtig“ sei.
Vom Filmdienst erhielt der Film eine Bewertung von zwei von fünf möglichen Sternen. Der Krimi sei uneinheitlich und falle in Dialogen und Figurenzeichnung oft steif aus. „Angesichts inszenatorischer Beliebigkeit hält sich auch die Spannung in Grenzen.“ Der NZZ-Autor befand die „sehr konventionelle Inszenierung“ bzw. den „klassische[n] Aufbau“ hingegen als keineswegs nachteilig, vielmehr betone er die Stärken der Darsteller. Gorniak und Winkler avancierten „langsam, aber sicher zum besten Polizeiduo“ der Tatort-Reihe.

### Einschaltquoten
Die Erstausstrahlung von Rettung so nah am 7. Februar 2021  wurde in Deutschland von 10,81 Millionen Zuschauern gesehen und erreichte einen Marktanteil von 29,9 % für Das Erste.